# Colours (Michael Learns to Rock-album)
 For alternative betydninger, se Colours. (Se også artikler, som begynder med Colours)
Colours er det andet studiealbum fra den danske softrock og poprock-gruppe Michael Learns to Rock. Det blev udgivet i oktober 1993.
I 1995 havde albummet solgte over 1,2 millioner eksemplarer på verdensplan. I Danmark havde det solgt 40.000 eksemplarer. Colours solgte over 300.000 eksemplarer i Thailand, og blev det bedst sælgende album i landet nogensinde efter Michael Jacksons Thriller).

## Spor
Alt musik komponeret af Jascha Richter, bortset fra "I'm Gonna Come Back" som er skrevet af Jascha Richter og Ashley Mulford.
| #   | Titel                 | Længde |
| --- | --------------------- | ------ |
| 1.  | "Wild Women"          | 3:53   |
| 2.  | "Something Right"     | 3:35   |
| 3.  | "Sleeping Child"      | 3:33   |
| 4.  | "I'm Gonna Come Back" | 4:11   |
| 5.  | "Complicated Heart"   | 4:24   |
| 6.  | "25 Minutes"          | 4:20   |
| 7.  | "You Keep Me Running" | 3:34   |
| 8.  | "Out of the Blue"     | 3:58   |
| 9.  | "Ocean of Love"       | 4:47   |
| 10. | "I Wanna Dance"       | 3:48   |

| 11. | "Sleeping Child" (special remix)             | 4:10 |
| 12. | "Sleeping Child" (demo)                      | 3:45 |
| 13. | "25 Minutes" (demo)                          | 4:22 |
| 14. | "Never Ending Sunrise" (Colours outtake)     | 4:19 |
| 15. | "Something Right" (Puk Studio version)       | 3:30 |
| 16. | "Wild Women" (acoustic from Puk Studio 1993) | 4:02 |
| 17. | "Complicated Heart" (no drums version)       | 4:24 |
| 18. | "Out of the Blue" (demo)                     | 4:34 |